# Marboré M21
Marboré M 21 fou un turboreactor francès de la casa Turbomeca model Marboré II, fabricat per ENMASA, que equipava a un avió, fabricat a Espanya, per l'empresa Hispano Aviación.

## Història
Degut al disseny que l'enginyer Willy Messerschmitt havia fet per Hispano Aviación, i que en un bon principi, s'havia motoritzat amb Turbomeca Marboré II, es va decidir demanar la llicència de construcció d'aquest motor per equipar l'avió Hispano Aviación HA-200 “Saeta”, i es convertí en el primer reactor construït a Espanya.
Aquest motor es va dissenyar a França i el va produir Turbomeca entre els anys 1950 i 1979, i equipava principalment als avions Potez CM-170 “Fouga Magister” i als Morane Saulnier MS-755/760 “Fleuret/Paris”. Es van concedir llicències també a les cases Allison (J69) i a la Corporació Nacional Xinesa de Motors d'Aviació (CAREC) WP-11.